# الغابات (فلم)
الغابات (بالإنجليزية: The Woods) هو فيلم رعب أمريكي خارق للطبيعة لعام 2006 من إخراج لاكي ماكي وبطولة أغنيس بروكنر وباتريشيا كلاركسون وراشيل نيكولز ولورين بيركيل وبروس كامبل.

## روابط خارجية
- مقالات تستعمل روابط فنية بلا صلة مع ويكي بيانات